# Електростанція шахти ім. Засядька
ТЕЦ шахти ім. Засядька— промислова когенераційна газопоршнева електростанція шахти ім. Засядько, розташована в місті Донецьк.

### Станція
Станція складається з 12 газопоршневих установок потужністю 3,04 МВт кожна виробництва австрійської фірми «GE Jenbacher». Проектування й будівництво здійснювала компанія «Синапс».
| Технічні характеристики агрегату JMS620 GS-N.L    | Технічні характеристики агрегату JMS620 GS-N.L |
| Параметр                                          | Характеристика                                 |
| ------------------------------------------------- | ---------------------------------------------- |
| Кількість циліндрів, шт.                          | 20                                             |
| Робочий об'єм циліндра, л                         | 6,24                                           |
| Частота обертання колінчастого валу, оборотів/хв. | 1500                                           |
| Вид палива, гази                                  | природний, біогаз, шахтний, коксовий та ін.    |
| Вага агрегату, т.                                 | 56,4 (включно з когенараційним модулем)        |
| Електрична потужність, КВт                        | 3041                                           |
| Теплова потужність, КВт                           | 3047                                           |
| ККД, %                                            | 86,1 (загальний. електричний + тепловий)       |
| Витрати газу, нм3/г                               | 745                                            |

### Принцип дії
Газ з дегазаційних шпар та виробленого простору шахти надходить по чотирьох лініях від двох вакуумних насосних станцій (ВНС). Далі з ВНС газ подається на вузол змішування ділянки газопідготовки ТЕЦ із метою одержання на виході з вузла, однорідної газо-повітряної суміші необхідної концентрації: припустимий діапазон від 25 % до 40 % метану, номінальний режим 30 %. Некондиційний газ скидається в атмосферу через «свічу». При необхідності збільшити концентрацію суміші до неї підмішується газ високої концентрації (93–98 %) зі шпар поверхневої дегазації.
Далі метано-повітряна суміш (МПС) проходить ряд послідовних процесів: охолодження, очищення, й підігрів-осушку. Охолодження МВС здійснюється для її очищення й видалення вологи в сепараторах-фільтрах. Підігрів МПС до 40 °С здійснюється в блоках нагрівання з метою зниження вологості газової суміші.
Крім паливного газу до установок подається газ високої концентрації зі шпар поверхневої дегазації для підпалювання паливної суміші в циліндрах газопоршневих установок.
Підготовлений паливний газ надходить на 12 установок, обладнаних генераторами 3,04 МВт кожна. Вироблена електроенергія надходить по шинах на шахтну підстанцію 6,3 кВ.
Тепло, що було утилізоване при роботі агрегатів станції, використовується для технологічних (підігрів газу) і побутових потреб ТЕЦ, виробничо-побутових будинків шахти. У зимовий час теплова енергія так само використається для обігріву шахтних стовбурів. Передбачена можливість надлишок тепла направляти в міську тепломережу міста.
Електростанція обладнана сучасними засобами керування й контролю з використанням комп'ютерів і мікроконтролерів, об'єднаних інформаційними мережами. Встановлено засоби збору первинної інформації й пристрої автоматизації провідних світових виробників: ABB, DBT, Keuter, Klinger, Wegabar, Alleen Bradley й Rockwell Automation.